# Litsea cubeba

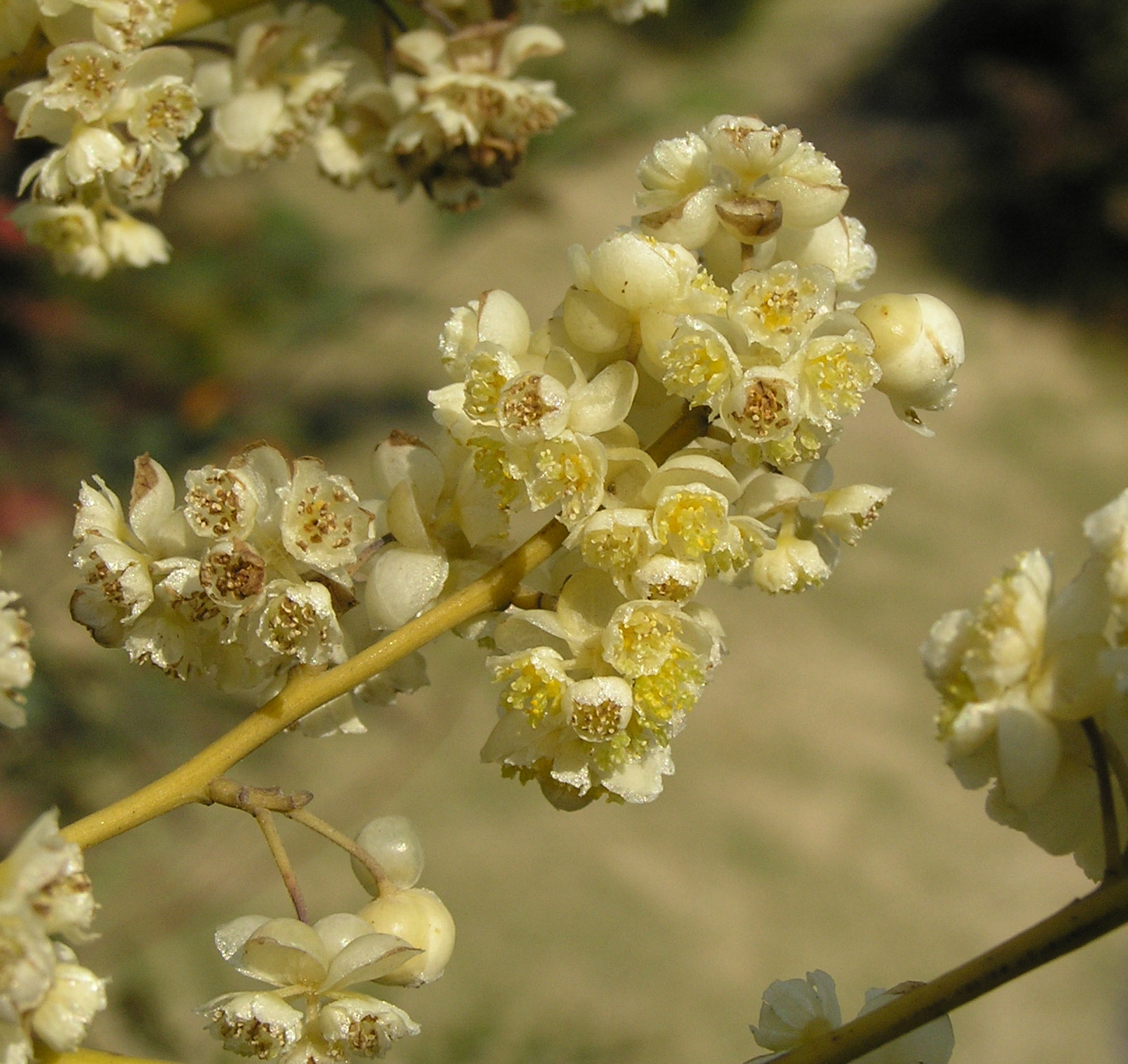
Blütenstand

Litsea cubeba ist eine Pflanzenart aus der Gattung Litsea innerhalb der Familie der Lorbeergewächse (Lauraceae). 

## Beschreibung

### Erscheinungsbild und Blatt
Litsea cubeba wächst als laubabwerfender Strauch oder kleiner Baum und erreicht Wuchshöhen von 8 bis über 10 Metern. Die zähe Borke ist glatt und duftend. Die Rinde der Zweige ist kahl oder seidig behaart. 
Die wechselständig an den Zweigen angeordneten, einfachen, aromatischen Laubblätter sind in Blattstiel und -spreite gegliedert. Der Blattstiel ist 6 bis 20 Millimeter lang und unbehaart. Die ganzrandige, leicht ledrige Blattspreite ist bei einer Länge von 4 bis 15 Zentimetern sowie einer Breite von 1,1 bis 3 Zentimetern eilanzettlich, lanzettlich oder elliptisch mit keilförmiger Spreitenbasis und spitzem oder zugespitztem oberem Ende. Junge Laubblätter sind glauk und auf der Unterseite seidig behaart. Ausgewachsene Laubblätter sind auf beiden Seiten kahl oder auf der Blattunterseite seidig behaart. Es sind 6 bis 16 Paare von Blattadern vorhanden.

### Blütenstand, Blüte und Frucht
Litsea cubeba ist meist zweihäusig getrenntgeschlechtig (diözisch), zwittrige Exemplare können vorkommen. Als Blütenstände werden achselständige, einzelne oder in Gruppen wachsende Dolden aus vier bis sechs Blüten gebildet, die schon vor oder mit dem Austreiben der Blätter blühen. Die Dolden sind von vier kreuzgegenständigen und bootförmigen Hochblättern unterlegt. Der Blütenstandsstiel ist 2 bis 10 Millimeter lang, zurückgebogen oder gerade, kahl oder seidig behaart.
Die sehr kleinen, funktionell eingeschlechtigen und weiß-gelblichen, gestielten, duftenden Blüten sind radiärsymmetrisch und dreizählig mit einfacher Blütenhülle. Männliche Blüten haben sechs breit-eiförmige, bis 2,5 Millimeter lange Perigonblätter und meist neun fruchtbare Staubblätter. Die Staubfäden sind unter der Mitte behaart, die Staubfäden des dritten Wirtels haben an der Basis zwei kurze, gestielte Drüsen. Der rudimentär ausgebildete Griffel ist kahl. Bei den weiblichen Blüten sind ein oberständiger und kahler Stempel mit minimalem Griffel und gelappter Narbe sowie Staminodien vorhanden.
Der Fruchtstiel ist 2 bis 5 Millimeter lang und unter der Frucht leicht vergrößert (Hypocarpium). Die bei Reife schwarzen Früchte, Beeren, sind rundlich und haben einen Durchmesser von etwa 5 Millimetern.
Die Blütezeit reicht in China von März bis April und die Früchte reifen im Juli sowie August.

### Chromosomenzahl
Die Chromosomenzahl beträgt 2n = 24.

## Vorkommen
Das natürliche Verbreitungsgebiet liegt in Süd- und Südostasien und Japan. In China findet man sie in Höhenlagen von 300 bis 3200 Metern in den Provinzen Anhui, Fujian, Guangdong, Guangxi, Guizhou, Hainan, Hubei, Hunan, Jiangsu, Jiangxi, Sichuan, Yunnan, Zhejiang, im Autonomen Gebiet Tibet und auf Taiwan.

## Systematik und Forschungsgeschichte
Litsea cubeba ist eine Art aus der Gattung Litsea in der Familie der Lorbeergewächse (Lauraceae). Die Erstveröffentlichung erfolgte 1790 durch Juan de Loureiro als Laurus cubeba (Basionym) und damit der Gattung der Lorbeeren (Laurus) zugeordnet. Christian Hendrik Persoon stellte die Art 1807 als Litsea cubeba in die Gattung Litsea.
Es werden zwei Varietäten unterschieden:
- Litsea cubeba var. cubeba: Zweige, Knospen, beide Blattseiten und die Dolden sind unbehaart. Die Varietät wächst auf sonnigen Hängen, in Dickichten und lichten Wäldern, an Straßen und in der Nähe von Gewässern. Das natürliche Verbreitungsgebiet liegt im Süden und Südosten Asiens, auf Taiwan und in China in den Provinzen Anhui, Fujian, Guangdong, Guangxi, Guizhou, Hainan, Hubei, Hunan, Jiangsu, Jiangxi, Sichuan, Yunnan, Zhejiang und im Autonomen Gebiet Tibet.[5]

- Litsea cubeba var. formosana (Nakai) Yen C.Yang & P.H.Huang: Die Zweige, Knospen, die Unterseite der Blätter und die Dolden sind seidig behaart. Das Verbreitungsgebiet liegt auf Taiwan und in China in der Provinz Fujian, im Norden von Guangdong, in Jiangxi und im Süden von Zhejiang.[6]

## Verwendung
Das Holz der Varietät Litsea cubeba var. cubeba wird zur Herstellung von Möbeln und als Bauholz verwendet. Die Blüten, Blätter und Früchte werden zu Citral weiterverarbeitet und wegen ihrer Duftstoffe genutzt. Der Kern der Früchte enthält etwa 62 % Öl, das industriell verwendet wird. Wurzeln, Zweige, Blätter und Früchte werden medizinisch gegen Schwellungen und Schmerzen und anderes eingesetzt.
Die Früchte werden als Ersatz für Kubeben-Pfeffer verwendet. Auch Blätter und Rinde werden als Gewürz genutzt. Die duftenden Blüten werden gegessen oder in Tees verwendet.
Aus den Blättern und Früchten wird ein ätherisches Öl gewonnen.